# Métapolitique
 (juin 2015).
La métapolitique désigne la sphère particulière de la politique se donnant pour fin de façonner l'espace politique lui-même, en modifiant son paradigme idéologique. La politique se prend alors elle-même pour objet, d'où le préfixe méta- qui exprime la dimension autoréférentielle donnée à l'action politique, de même que le métalangage désigne un langage portant sur le langage lui-même. Partant généralement du constat d'un espace idéologique biaisé et de ce fait impropre à une lutte véritable entre divers modèles de société, la métapolitique cherche ainsi à le transformer pour pouvoir y défendre ensuite plus aisément des propositions auxquelles la matrice implicite de l'ancien système de pensée faisait jusqu'alors obstacle. Ainsi, là où l'action simplement politique réside dans une lutte pour la mise en œuvre de certaines mesures, l'action métapolitique réside dans une lutte pour la diffusion de certaines idées politiques, visant elles-mêmes la mise en œuvre de certaines mesures.
Le terme apparaît à la fin du XVIIIe siècle chez quelques philosophes allemands et français, mais sa signification actuelle remonte aux travaux du penseur marxiste italien Antonio Gramsci, dans la première moitié du XXe siècle : la métapolitique est en effet le lieu d'une contestation de l'hégémonie culturelle de valeurs dominantes, afin de rendre possible un changement politique apparaissant jusqu'ici comme intolérable ou du moins difficilement concevable. L'action métapolitique a donc pour finalité, de manière équivalente, la modification des dormants de la fenêtre d'Overton.

## Origine du concept
Le mot de métapolitique est apparu pour la première fois en français sous la plume de Joseph de Maistre qui le reprenait lui-même des philosophes allemands Christoph Wilhelm Hufeland (1762-1836) et August Ludwig Schlözer (1735-1809) en ces termes : 

« J'entends dire que les philosophes allemands ont inventé le mot métapolitique, pour être à celui de politique ce que le mot métaphysique est à celui de physique. Il semble que cette nouvelle expression est fort bien inventée pour exprimer la métaphysique de la politique, car il y en a une, et cette science mérite toute l'attention des observateurs. »

Dans cette acception traditionaliste, les développements politiques internationaux sont la traduction d'un plan archétypal divin, supra-politique, qu'il s'agit de comprendre et d'interpréter pour en saisir la signification, pour enfin l'implémenter concrètement et en prédire le déploiement à venir. Seule la métapolitique permet à l'homme de conformer la société au logos universel (impliquant une économie écologique), pour le bénéfice de tous et de chacun, vivant ainsi, si ce n'est en harmonie durable avec le monde, en bonne intelligence avec celui-ci.
Dans la terminologie courante de la politique contemporaine, le concept de métapolitique est cependant sans rapport avec cet héritage philosophique. D'après l'universitaire historien et politologue américain Peter Viereck, qui introduisit le terme de metapolitics en anglais en 1941 dans un essai intitulé Metapolitics: the Roots of the Nazi Mind, « ce sont les nationalistes regroupés autour de Richard Wagner qui les premiers employèrent le terme de “Metapolitik” pour traduire l'ambition politique de l'Allemagne ». Pour Jean-Yves Pranchère, spécialiste de Joseph de Maistre, l'acception que celui-ci donne à la métapolitique est sans rapport avec le sens que prend la Metapolitik chez les philosophes allemands, sens dont l'usage actuel du mot est manifestement dérivé. En effet, « de Maistre récuse absolument l'idée d'état de nature qui forme la base de cette théorie chez les philosophes allemands ». C'est cette idée d'état de nature qui, pour Peter Viereck, se confond totalement avec l'idée de race dans la philosophie politique de l'Allemagne, « de Wagner à Hitler », et au-delà chez leurs héritiers politiques.
L'interprétation est identique chez Julien Dohet, historien spécialiste de l'extrême droite contemporaine, qui note que le Groupement de recherche et d'études pour la civilisation européenne, importateur du concept de Metapolitik en France, l'exploite pour arriver à « dépasser le nationalisme par une liaison entre identité (raciale) européenne et identité régionale ». Marie-José Chombart de Lauwe a montré, en s'appuyant sur des textes explicites des cadres du GRECE — notamment de Pierre Vial — que l'objectif au départ avoué, et même revendiqué, de cette métapolitique était de « modifier les mentalités et s'implanter dans les instances du pouvoir, assez ébranlées pour accepter, si la crise s'accentue, une nouvelle forme de gouvernement : un système d'ordre où prédomine une élite bien préparée, de race blanche, imprégnée des “valeurs occidentales” que l'opinion aura insidieusement été poussée à souhaiter ».
Dans Ma dernière mémoire, Raymond Abellio affirme que les enjeux ésotériques du Troisième Reich au cours de la Seconde Guerre mondiale ne peuvent s'expliquer que par la métapolitique à l'œuvre dans le nazisme. Il écrit :

« Toute métapolitique s'enracine au plus bas dans ces régions troubles, ces nuits ancestrales de l'inconscient des peuples où les complexes d'agressivité et de culpabilité gravitent ensemble. […] Aussi bien ne peut-on pas comprendre la Deuxième Guerre mondiale si l'on ne sort pas de la politique banale pour accéder à la métapolitique […] Quelles qu'aient été ses motivations immédiates, le génocide de 1942-1945 lui-même a constitué à cet égard une véritable opération de magie noire où le fol orgueil luciférien des nazis et leur besoin de possession satanique conjoignaient leurs effets. »

Plus récemment, le concept de métapolitique a été employé par le philosophe Alain Badiou : 

« Par métapolitique, j’entends les effets qu’une philosophie peut tirer, en elle-même, et pour elle-même, de ce que les politiques réelles sont des pensées. La métapolitique s’oppose à la philosophie politique, qui prétend que, les politiques n’étant pas des pensées, c’est au philosophe qu’il revient de penser le politique. »

## Métapolitique et gramscisme de droite
Dans un tout autre ordre d'idées, à partir d'une réflexion du dissident communiste italien Antonio Gramsci (années 1920-1930), le concept de métapolitique fut principalement développé durant les années 1970 par le courant de pensée dit de la « Nouvelle Droite ». C'est une stratégie qui « consiste à agir dans le champ idéologique et culturel, préalablement à la prise du pouvoir effectif (politique) ».
Cette stratégie consiste en une diffusion dans la collectivité et dans la société civile de valeurs et d'idées (ou d'« idéologèmes ») en excluant tout moyen ou toute visée politicienne, comme toute étiquette politique, mais dans l'optique d'une « grande politique » (Nietzsche), c'est-à-dire orientée vers la recherche d'une influence historique.
La métapolitique se situe en dehors et au-dessus (meta) de la politique « politicienne », laquelle – aux yeux de ses promoteurs – serait devenue théâtrale et ne constituerait plus le lieu de la politique. La stratégie métapolitique diffuse une certaine Weltanschauung, de sorte que les valeurs de cette dernière acquièrent une portée historique et produisent un résultat à long terme. Cette stratégie est incompatible avec l'ambition de détenir le pouvoir, d'« être dans » le pouvoir à court terme. La métapolitique n'est donc pas, par définition, quelles que soient par ailleurs ses motivations idéologiques, supposée s'intéresser à l'actualité politique, si ce n'est comme le symptôme d'un esprit du temps qu'elle cherche à transformer.
La théorisation de la métapolitique en France a surtout été l'objet du Groupement de recherche et d'études pour la civilisation européenne, avec les travaux d'Alain de Benoist et de Jacques Marlaud.
Elle s'inspire notamment de la réflexion du penseur communiste italien Antonio Gramsci qui fit de la guerre culturelle menée par des « intellectuels organiques » une précondition du succès de l'action politique sur le long terme.

« La théorie gramscienne diverge fondamentalement du marxisme classique qui réduit la société civile à l'état de simple infrastructure économique. Pour elle, c'est l'ensemble de la culture, dont l'économie n'est qu'un secteur, qui est en jeu dans la lutte pour le pouvoir. La culture constitue  l'infrastructure qu'il faut investir ou subvertir par des moyens intellectuels avant même de s'attaquer au pouvoir politique. »

Sans renoncer à la métapolitique, Alain de Benoist relativise aujourd'hui l'importance du pouvoir intellectuel et du combat des idées face à d'autres facteurs de changements contemporains tels que les progrès de la technique :

« Bien entendu, on peut se demander si, dans le monde où nous sommes, les idées peuvent encore jouer un rôle comparable à celui qu’elles ont eu dans le passé. Le temps où les intellectuels détenaient, au moins dans certains pays dont la France, une véritable autorité morale est visiblement passé. L’Université elle-même a beaucoup perdu de son prestige, au profit du système médiatique. Or, les grands médias, à commencer par la télévision, ne sont guère aptes à faire passer une pensée complexe. Dans le même temps, il est clair que les transformations sociales les plus décisives sont aujourd’hui induites, non par les instances politiques classiques, mais par l’évolution des technologies. Il n’en reste pas moins que les idées ont toujours de l’importance, car elles influent sur les valeurs et les systèmes de valeurs auxquels se réfère la société globale. La multiplication des réseaux, qui est un des phénomènes les plus caractéristiques de notre époque, peut contribuer à leur diffusion. »